# دافنه آکهورست
دافنه آکهورست (به انگلیسی: Daphne Akhurst) (زاده ۲۲ آوریل ۱۹۰۳ درگذشته ۹ ژانویهٔ ۱۹۳۳) یک تنیس‌باز اهل استرالیا بود.